# 健兒 (日本)
健兒指的是古代日本自奈良時代到平安時代間，一種地方的軍事力量。

## 概要
「健兒」在《日本書紀》中訓讀作「ちからひと」（可對應寫為），在皇極天皇元年（641年）7月22日條、天智天皇2年8月13日條中皆有記述，但其含義皆為「勇士」或是「士兵」。而「健兒」作為地方軍事力量的代名詞首次出現還是在神龜二年（公元725年）的「近江国志何郡計帳手實」中，志何郡古市鄉的人在關於大友但波史吉備麻呂的記述中旁註「健兒」，其中「健兒」即指地方的軍事力量。
在《類聚三代格》一書中：陸奧出羽按察使藤原緒嗣在大同五年（公元810年）5月11日的解（古代日本律令體制下，下級官僚對上級提出的公文）中引用了一段天平五年（公元733年）11月14日的敕符：「以兵士三百人為健兒」，其被藤原緒嗣引用進而闡述施政的方針。這裡的「健兒」已經很明顯指代了其為一種軍事力量。

#### 第一、二次健兒制
在公元8世紀初期正式實施的律令制中，朝廷在日本全國各地設立了軍團作為國家的軍事組織。軍團每3~4個郡設立一支，兵源則是在當地成年男子中每3人抽1人服役。根據天平六年4月23日的敕令，健兒、儲士、選士的田租及雜役可免除一半。將健兒與儲士、選士相並列反映「健兒」一詞原本可能只是軍團士兵的一種分類。天平十年（公元738年），除北陸道和西海道以外，各道停止對健兒的徵發，健兒制度幾乎完全遭到廢止。
天平寶字六年（公元762年）健兒制被部分恢復。朝廷在伊勢國、近江國、美濃國、越前國等四個令制國中，從郡司的子弟及百姓中挑選20歲以上40歲以下的，受過弓箭及馬術訓練的成年男性組成「健兒」。而設置健兒軍的四個令制國無一例外都是位於畿内與東国之間，有觀點認為此乃當時的權臣惠美押勝（藤原仲麻呂）為了防備東國而恢復少數精銳部隊之舉。

#### 第三次健兒制
至八世紀末，桓武天皇為了重塑已形同虛設的律令制，著手進行大規模的行政改革。與此同時，伴隨著農民階級的分化，軍團兵源素質變差，徵兵困難，而此時正值對蝦夷戰爭之中，軍團的羸弱在朝中引發了爭議。桓武天皇決心將軍制改革作為其改革的一環，於延曆十一年6月（公元792年）詔令在除陸奧國、出羽國、佐渡國、西海道以外的諸令制國內廢除原先的軍團，以健兒制度代替。此時的健兒與天平寶字六年相同，是在郡司子弟及百姓中擅長武藝以及會弓箭馬術的人中選拔，從此健兒制正式推廣至日本全國。另一方面，由於健兒制度的實施，全國各地原先的軍團被解散，一般百姓所負擔的兵役被基本解除。
各令制國的健兒數如下：山城30人、大和30人、河内30人、和泉20人、攝津30人、伊賀30人、伊勢 100人、尾張50人、三河30人、遠江60人、駿河50人、伊豆30人、甲斐30人、相模100人、武藏105人、安房30人、上總100人、下總 150人、常陸200人、近江200人、美濃100人、信濃100人、上野100人、下野100人、若狭30人、越前100人、能登50人、越中50人、越後100人、丹波50人、丹後30人、但馬50人、因幡50人、伯耆50人、出雲100人、石見30人、隠岐30人、播磨100人、美作50人、備前 50人、備中50人、備後50人、安藝30人、周防30人、長門50人、紀伊30人、淡路30人、阿波30人、讚岐50人、伊予50人、土佐30人。日本51個令制國總共僅有3155名健兒。
由於國際形勢的安定，軍事行動的需求減少，健兒的任務主要是負責守備各令制國的府庫等等維持地方治安的行動。健兒在郡司的子弟中選拔隊長，由設置在國府的健兒所統帥。健兒五人為一隊，設置數隊輪班值守，每人每年規定執勤60日。延曆十四年閏7月，詔令健兒每人的執勤天數縮短至了每年最長30日，從前的一隊被一分為二，每隊的人數被減少。不久便由於人手不足又恢復成了原先的一年60日，但同時免除健兒的「調」，使其得以更加專心於軍務。平安時代中期的貞觀八年11月，朝廷詔令各國司加強選拔，認真訓練，將健兒培養成為以一當百的士兵。
健兒一般可以免除庸以及徭役，但在志摩等十國僅免除了徭役，畿內於延曆十六年（公元797年）又免除了調。
除此之外，在佐渡、西海道等面對海外威脅的國境地區，以及討伐蝦夷最前線的陸奧、出羽等地，軍團仍然維持存在。這些地區為了戰備需要維持過去那樣大規模的軍制，因此沒有實施縮編版的健兒制度。
公元10世紀左右，為了維持健兒制度，朝廷在全國設置健兒田，健兒的全國定員約3600人。陸奧、出羽、佐渡等偏遠地區都有設置，唯有西海道沒有設置。

## 脚注
1. 1 2